# Ruoska
Ruoska (fin. látigo) es una banda de metal industrial originaria de Juva, Finlandia. Sus letras están escritas exclusivamente en finés.

## Biografía

### Inicios,KuoriyRiisu(2002-2003)
En el año 2002 nace la banda Ruoska, con los anteriores miembros de la desaparecida banda de punk/rock cómico Natsipaska: Patrik Mennander como cantante, Anssi Auvinen y Kai Ahvenranta como guitarristas, Mika Kamppi en el bajo y Sami Karppinen en la batería. En octubre de ese mismo año lanzan su disco debut, Kuori, obteniendo una buena acogida por parte de la crítica y el público en general.
Tras el lanzamiento del sencillo Aurinko ei nouse y de un par de videoclips para las canciones «Epilogi» y «Kiroan», la banda decide volver al estudio para preparar su segundo álbum, Riisu, lanzado en 2003 con el sencillo Darmstadt. En este disco, Ruoska logra establecer un sonido mucho más consistente y reconocible como metal industrial.
Mientras tanto, el cantante Patrik Mennander participaba en la banda de metal sinfónico Battlelore, con quienes grabaría sus dos primeros álbumes y en donde permanecería cerca de un año.

### Éxito comercial,RadiumyAmortem(2004-2007)
Tras la salida de Mennander de su banda alterna, Ruoska comienza las grabaciones de su nuevo disco, Radium, con el cual presentan un sonido mucho más melódico y electrónico, atrayendo la atención de nuevos fanáticos alrededor del mundo con uno de sus mayores éxitos, «Tuonen viemää».
Al año siguiente firman contrato con la multinacional EMI Music y lanzan un nuevo disco, Amortem, que contiene otras de las canciones más reconocibles de la banda, como «Mies yli laidan», «Pure minua» y «Alasin», canciones que también serían lanzadas como sencillos.
Tras la gira promocional del disco, Kai Ahvenranta decide dejar la banda por motivos personales, aunque continuaría colaborando en la composición en su siguiente disco.

### Rabiesy el hiato (2007-2013)
En diciembre de 2007, Ruoska publica a través de MySpace su nuevo sencillo «Pirunkieli». En abril del año siguiente lanzan el disco Rabies. El disco además sería promocionado con los sencillos «Helvettiin jäätynyt», «Lihaa vasten lihaa» y «Ei koskaan». Esta última canción contaría con un videoclip de gran producción.
El 8 de agosto de 2008, durante un concierto en el festival Jurassic Rock, la banda anuncia públicamente que se tomarán un descanso de aproximadamente un año.
Cumpliendo su promesa al año siguiente, en julio de 2009 donde regresan a los escenarios y presentan a un nuevo baterista, Timo Laatikainen. Además anuncian que ya no siguen con EMI.
Desde entonces, la banda realizaría esporádicas presentaciones en vivo hasta que a mediados de 2013, el guitarrista Anssi Auvinen decide dejar el grupo. Por consiguiente, los demás integrantes tampoco continuarían.

### Fin del receso,Runno,Kade,Silti Syntineny futuro inmediato de Ruoska (2016 - actualidad)
En diciembre de 2016 y tras varios años de silencio, en una entrevista el guitarrista de la banda Anssi Auvinen afirmaba que no existían intenciones en el momento de volver a juntarse como banda. Aunque no descartaba que eventualmente pudieran reunirse para regresar a los escenarios.
No obstante, en mayo de 2017 Mennander, Auvinen, Kamppi y Karppinen lanzaron cuatro nuevas canciones usando el nombre de su anterior grupo Natsipaska, a raíz de la boda del propio Kamppi en la cual se les volvió a ver juntos al grupo entero. Estas canciones mantenían el estilo de la banda ligado al punk y rock convencional.
A fines de ese mismo año, se anunció que Ruoska volvería para presentarse en el festival Metalorgy, el que fue sucedido por una serie de conciertos tanto como parte de la parrilla de festivales como en solitario, rutina que se mantendría en los años siguientes.
Ya a finales de 2020 y tras el cese de las presentaciones en vivo debido a la pandemia de COVID-19, la banda anunciaría a través de sus redes sociales que se encontraban en el estudio, dejando consigo una serie de videos cortos con el proceso de grabación de lo que podría ser su nuevo disco de estudio.
El 7 de marzo de 2021 se anuncia Runno, el primer sencillo del grupo en más de una década lanzado el día 25 del mismo mes a través del sello Inverse Records exclusivamente en plataformas de streaming. Y el 4 de febrero de 2022, se anuncia que el 10 de febrero de 2022, saldría a la luz Kade acompañado de un video musical. Este sencillo también será distribuido en todas las plataformas digitales. EL 23 de junio e 2022, Silti Syntinen es lanzado y de acuerdo a varias entrevistas a Patrikk Mennander, se planea lanzar un nuevo álbum en el otoño de 2022

## Integrantes

### Miembros actuales
- Patrik Mennander - voz (2002-2013; 2017-actualidad)
- Mika Kamppi - bajo (2002-2013; 2017-actualidad)
- Teemu Karppinen - batería (2009-2013, 2018-actualidad)
- Jose Jose - Voz (2017 - actualidad)

### Otros miembros
- Kai Ahvenranta - guitarra (2002-2007)
- Sami Karppinen - batería (2002-2009; 2017-2018)
- Timo Laatikainen - batería (2009)
- Anssi Auvinen - guitarra, voz secundaria (2002-2013; 2017-2022)

## Discografía

### Álbumes de estudio
| Año  | Título                  | Puesto en listas | Observaciones                                             |
| Año  | Título                  | Finlandia        | Observaciones                                             |
| ---- | ----------------------- | ---------------- | --------------------------------------------------------- |
| 2002 | Kuori Kråklund Records  | —                | Lanzamiento: 25 de octubre. Productor: Tuomo Valtonen.    |
| 2003 | Riisu Kråklund Records  | —                | Lanzamiento: 9 de septiembre. Productor: Tuomo Valtonen.  |
| 2005 | Radium Kråklund Records | 31               | Lanzamiento: 23 de marzo. Productor: Tuomo Valtonen.      |
| 2006 | Amortem EMI             | 6                | Lanzamiento: 14 de junio. Productor: Tero-Pekka Virtanen. |
| 2008 | Rabies EMI              | 12               | Lanzamiento: 9 de abril. Productor: Hiili Hiilesmaa.      |

### Sencillos
| Año  | Título              | Puesto en listas | Disco   | Observaciones               |
| Año  | Título              | Finlandia        | Disco   | Observaciones               |
| ---- | ------------------- | ---------------- | ------- | --------------------------- |
| 2002 | Aurinko ei nouse    | —                | Kuori   | Lanzamiento: 2 de agosto    |
| 2003 | Darmstadt           | —                | Riisu   | Lanzamiento: 15 de agosto   |
| 2004 | Veriura             | —                | Riisu   | Lanzamiento: 25 de octubre  |
| 2005 | Tuonen viemää       | 9                | Radium  | Lanzamiento: 12 de enero    |
| 2006 | Mies yli laidan     | 10               | Amortem | Lanzamiento: 17 de mayo     |
| 2006 | Alasin              | —                | Amortem | Lanzamiento: 2 de octubre   |
| 2007 | Pirunkieli          | —                | Rabies  | Lanzamiento: 5 de diciembre |
| 2008 | Helvettiin jäätynyt | 12               | Rabies  | Lanzamiento: 30 de enero    |
| 2008 | Lihaa vasten lihaa  | —                | Rabies  | Lanzamiento: 11 de marzo    |
| 2008 | Ei koskaan          | —                | Rabies  | Lanzamiento: 9 de abril     |
| 2021 | Runno               | —                | —       | Lanzamiento: 25 de marzo    |
| 2022 | Kade                | —                | —       | Lanzamiento: 10 de febrero  |
| 2022 | Silti Syntinen      | —                | —       | Lanzamiento: 23 de junio    |

### Videos musicales
- 2002: Kiroan
- 2002: Epilogi
- 2005: Tuonen viemää
- 2006: Mies yli laidan
- 2006: Alasin
- 2008: Ei koskaan